# Balderup

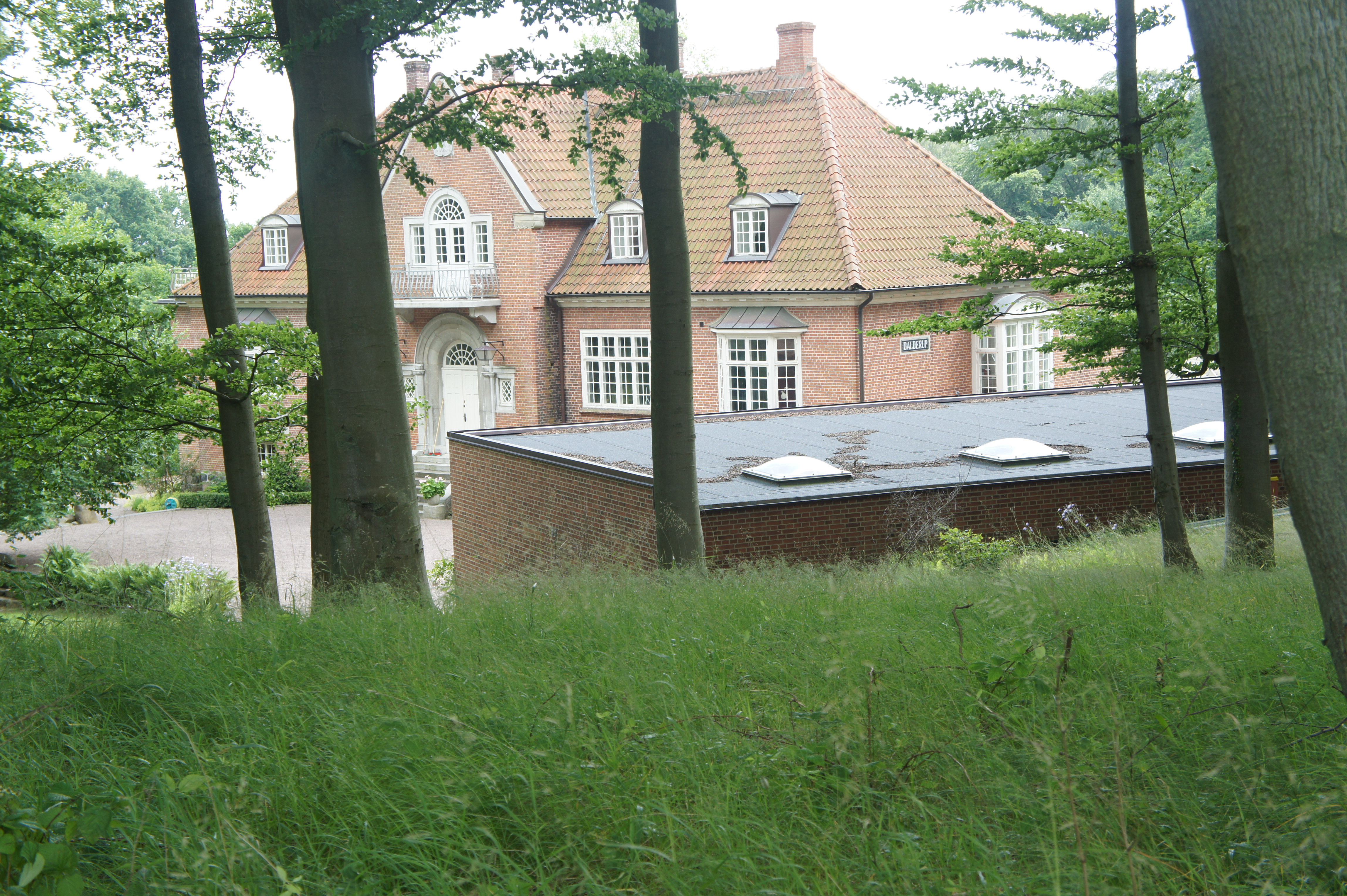
Balderups herrgård

Balderup är en herrgård, belägen på åkerplatån ovanför Arild, strax väster om Stubbarp i Brunnby socken i Höganäs kommun. Herrgården uppfördes av riksdagsmannen John Olsson under åren 1905-1906 och ritades av den danske arkitekten Kristoffer Varming.
Byggnaden är uppförd i rött tegel med valmat tegeltak och arkitekturdetaljer i vit kalksten.  Ägorna omfattade 50 hektar, som uppnåddes genom sammanslagning av mark som tidigare legat under Flundarp, Bräcke och Eleshult. Olsson anlade 11 växthus och en park omfattande 5 hektar, berömd för omfattande rhododendronbuskage,  rosenplanteringar och exotiska träd och växter.